# Псилотовидные
Псилотовидные (лат. Psilotopsida) — класс высших растений, который включает в себя одно семейство — Псилотовые. Эти растения лишены корней, часто являются эпифитами на стволах пальм, древовидных папоротников, саговников; растут на почвах с большим количеством органических веществ и в трещинах скал.

## Описание
Псилотовые представляют собой травянистые многолетние растения, ведущие наземный или эпифитный образ жизни.
К классу псилотовидные относятся всего два рода тропических растений с прямостоячими ветвящимися стеблями, которые отходят от горизонтальной подземной части, похожей на корневище.
Настоящих корней у псилотовидных нет. Проводящая система состоит из ксилемы и флоэмы, находится в стебле. Вода с растворенными в ней солями движется по ксилеме, а флоэма транспортирует органические питательные вещества. Также эти ткани свойственны всем сосудистым растениям. Однако у псилотовидных ни флоэма, ни ксилема не заходят в их листовидные придатки, именно поэтому эти придатки и не считаются настоящими листьями. Таким образом, листовидные органы псилотовых, как и плауновидных, имеют энационное происхождение. Но у псилотовых в своем развитии они остановились на уровне девонских форм.
Функцию фотосинтеза выполняют в основном стебли. Споры образуются на веточках и прорастают в цилиндрическое ветвистое образование. Этот «заросток» образует гаметы, в архегонии гаметы сливаются, а затем из зиготы вновь развивается прямостоячее споровое поколение.

## «Живое ископаемое»
Одно время было едва ли не общепринятым мнение, что псилоты являются прямыми потомками риниофитов — группой очень древних растений, изначально объединяемых в единый класс Psilophyta, затем стали говорить о как минимум трёх отдельных — Rhyniophyta, Zosterophyllophyta и Trimerophyta. Впрочем, уже тогда высказывались предположения, что сходство псилотов с древними псилофитами (в частности, ринией) является не более, чем внешним сходством, а простота их строения — продукт упрощения более сложных предковых форм при переходе к специфическому образу жизни. Бельгийский биолог Сюзанна Леклерк приводила в качестве доказательства достаточно сложное строение органов размножения псилота, явно не соответствующее общей простоте организации этого растения: спорангии у него сращены стенками по трое и расположены в пазухах разветвления стебля. У растений строение органов размножения является наиболее устойчивым признаком, так что, видимо, это единственная черта, оставшаяся после длительного упрощения от некогда существенно более сложного строения предковых форм псилотовых.
Это мнение подтверждают и результаты анализа ДНК: по ним, псилотовые близки к папоротникам и даже являются их весьма специализированной группой.
Так или иначе, можно хоть и с натяжкой, но всё же утверждать, что по основным чертам строения и внешнему виду псилотовые весьма близки если не к древнейшим, то к весьма древним и примитивным растительным формам.
Впрочем, некоторые ботаники считают, что и сами псилофиты включая ринию являлись не начальной, а конечной точкой эволюционного процесса: даже у некоторых водорослей встречается более сложное строение, с чётко выделенными листьями и другими органами. Найдены более древние наземные растения, по сложности строения существенно превосходящие псилофиты, что делает их положение в роли предков всех наземных растений как минимум шатким. Вполне вероятно, что псилофиты представляли собой не начальные формы, только что перебравшиеся на сушу, а, наоборот, растения, на каком-то этапе эволюции вернувшиеся к полуводному образу жизни, вследствие чего их строение упростилось.
К современным псилотовым относятся два рода:
- Psilotum — Псилот, или Псилотум (2 вида)
- Tmesipteris — Тмезиптерис (1 вид)